# Леонидова, Марина
Марина Леонидова (род. 17 августа 1958) — фигуристка, бронзовый призёр чемпионатов СССР 1975 и 1976 годов в парном катании.
Фигурным катанием начала заниматься в 1964 году в Ленинграде. Выступала в паре с Владимиром Боголюбовым. Мастер спорта СССР международного класса. После окончания любительской карьеры работала тренером ДЮСШ по фигурному катанию в Ленинграде.

## Спортивные достижения
| Соревнования/Сезоны              | 1972—1973 | 1973—1974 | 1974—1975 | 1975—1976 |
| -------------------------------- | --------- | --------- | --------- | --------- |
| Зимние Олимпийские игры          |           |           |           | 9         |
| Чемпионаты мира                  |           |           | 5         |           |
| Чемпионаты Европы                |           |           | 4         | 7         |
| Чемпионаты СССР                  | 6         |           | 3         | 3         |
| Приз газеты «Московские новости» | 3         |           | 3         | 3         |